# 新歌謡界
新歌謡界（しんかようかい）はかつて刊行されていた歌謡同人誌の一つ。作詞家の石本美由起が作詞家を志す後進の育成を目的として主宰していた。当時いくつか発行されていた同類の発行物の中にあって最大級の会員数を誇り、作詞家を志す人々のコミュニティーとしても欠かせぬ存在であった。1952年（昭和27年）6月23日に創刊号が発行され、1982年（昭和57年）8月20日発行の第171号をもって廃刊。この間、実に30年にわたる期間であった。同人誌としては類い稀ともいえる長期間存続し、多くの才能を輩出、その後の日本歌謡界の発展に貢献した。

## 歴史・概要
1945年（昭和20年）の終戦以降、呆然と焦土に立ちつくす人々に一筋の希望の光を射しかけたのは、ラジオから流れる歌謡曲の数々であった。しかし、おりから急速に拡大する音楽市場に対して制作側からの楽曲の供給量は決して充分とは言えず、作詞家、作曲家、歌手の拡充が急務となっていた。そのような状況の中、長崎のザボン売りの大ヒットで既に人気作詞家として活躍していた石本美由起と数人の有志を中心に、作詞家を志す後進を育成する目的で創刊されたのが歌謡同人誌「新歌謡界」であった。
1952年（昭和27年）6月23日創刊号が発行された。
石本美由起：主宰、英玲二：編集
特別寄稿者：4名
同人：11名
準同人：6名
会員：20名
創刊号に投稿した41名の顔ぶれは、そのほとんどが既刊の歌謡同人誌「歌謡文芸」の投稿者でもあり、当初は掛け持ちで両誌に投稿するものも少なくなかった。

## 関連人物
- 石本美由起 - 主宰
- 英玲二 - 編集